# Wohn- und Wirtschaftsgebäude Kuhstedter Straße 5

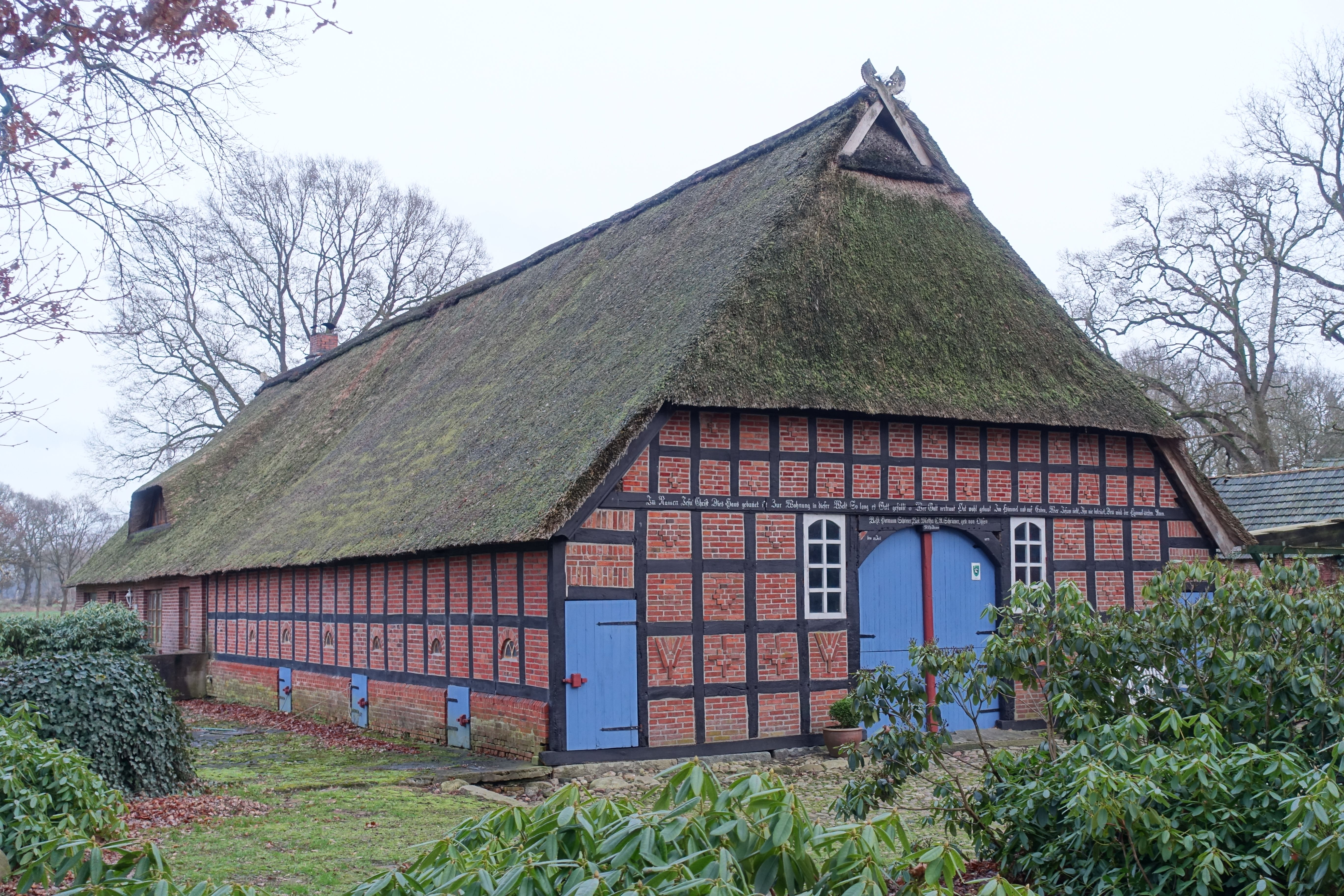
Nord- und Westfassade (2023)

Das Wohn- und Wirtschaftsgebäude Kuhstedter Straße 5, Kreuzung Zur Schmiede, in der niedersächsischen Gemeinde Beverstedt, Ortsteil Kirchwistedt-Altwistedt, im Landkreis Cuxhaven, stammt aus der zweiten Hälfte des 19. Jahrhunderts. Aktuell (2024) wird es wohl als Wohnhaus und landwirtschaftlich genutzt.
Das Gebäude steht unter Denkmalschutz (siehe auch Liste der Baudenkmale in Beverstedt).

## Beschreibung
Das eingeschossige giebelständige Wohn- und Wirtschaftsgebäude, ein langes Zweiständer-Hallenhaus in gleichmäßigem Fachwerk mit Steinausfachungen, mit reetgedecktem Krüppelwalmdach mit Schwalbenschwanzgauben als Niedersachsengiebel mit Uhlenloch und niedersächsischen Pferdeköpfen sowie der Grooten Door mit Korbbogen, wurde 1873 für Familie Schriever (Inschrift) gebaut.
Das Landesdenkmalamt befand u. a.: „… regionstypisches Hallenhaus in Zweiständerkonstruktion ….“